# Преклузивни покупки
Преклузивните или изпреварващите покупки са тактически способ като начин за водене на икономическа война.
При преклузивните покупки воюваща страна закупува стратегически материали и/или суровини от неутрални страни с цел да лиши друга воюваща страна от достъп до този ресурс и съответно от използването му. Тактиката е приложена от Франция през Първата световна война с Деклозиеровата афера, разгадана от българското контраразузнаване.
Преклузивните покупки са използвани от британците по време на Втората световна война, за да се лиши Нацистка Германия от достъп до испанския волфрам.  Американците изкупуват хромова руда от Турция, да се намали способността на неутрална Турция да снабдява с нея Германия. Операцията на американското разузнаване е осъществена под формата на „пакетна сделка“, по силата на която англо-американците се ангажират да изкупуват и ненужни им турски сушени плодове и тютюн. 
В периода преди нападението над Пърл Харбър, САЩ започват преклузивно да изкупуват чилийски мед и бразилски манган, каучук, промишлени диаманти, кварц и слюда, за да лишат от тях страните от Оста и в частност японската военна индустрия.